# 쑨즈장

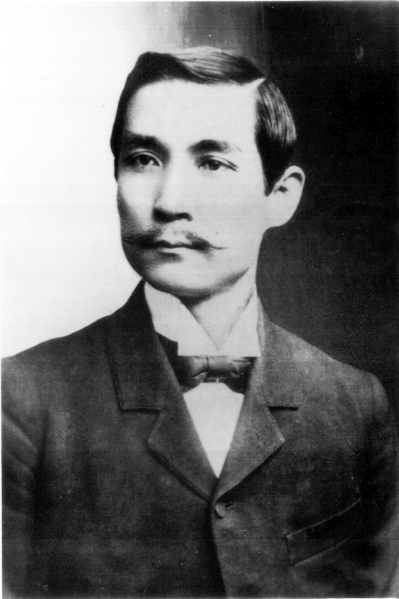
조부 쑨원 前 중화민국 대통령.

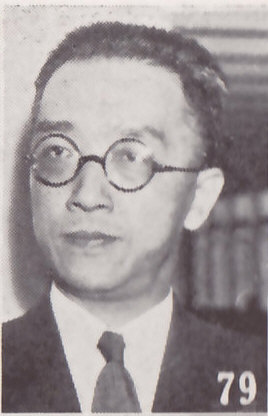
쑨즈장 선생의 1935년 난징 진링 대학 시절 은사 후스 前 교수.

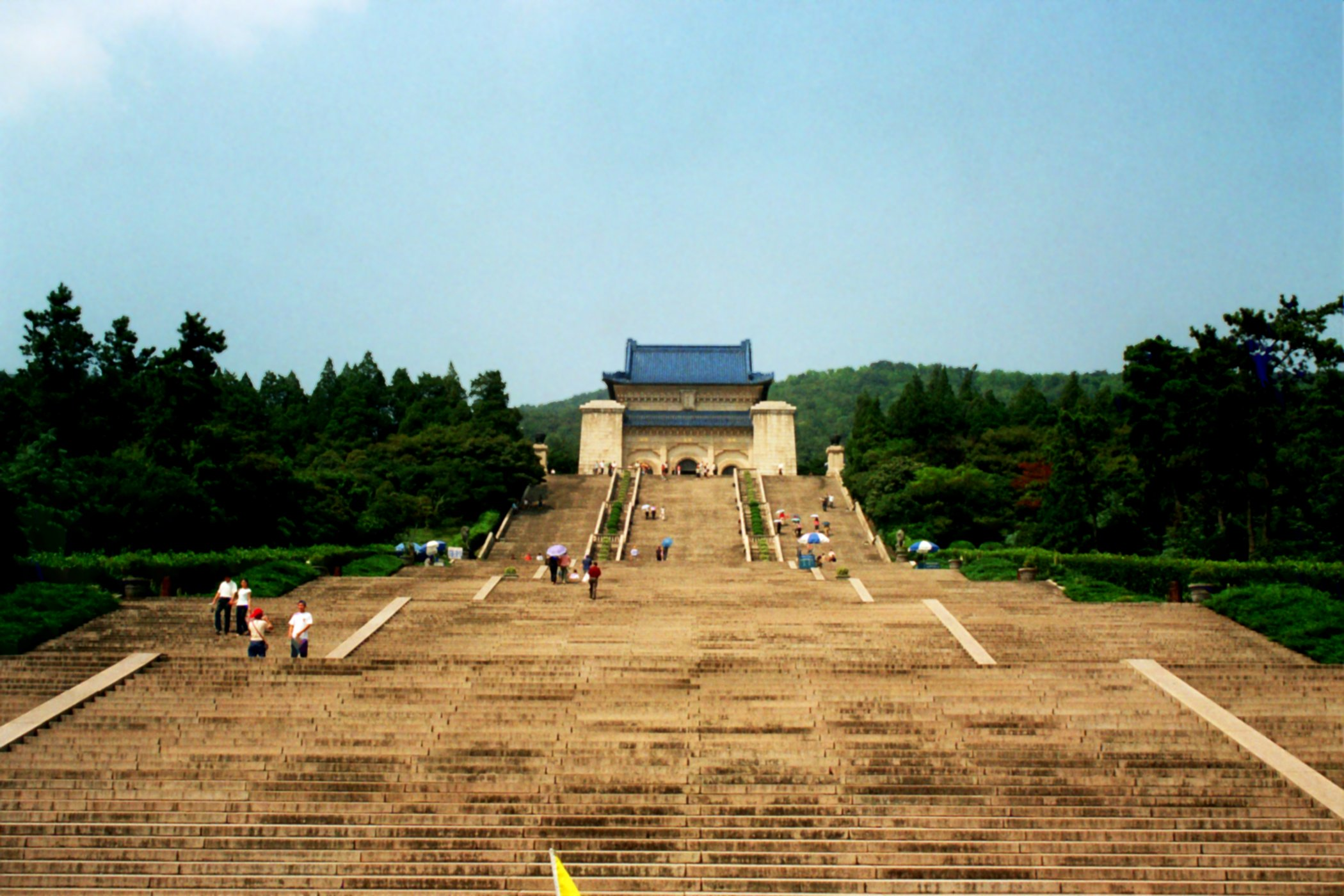
쑨즈장 선생이 대학 시절을 보낸
난징에 위치한 친조부 쑨원 능묘 중산릉.

쑨즈장(孫治強(손치강), 영문명(英文名)은 Zhijiang Sun, 1915년 1월 27일 ~ 2001년 7월 4일)은 미국에서 출생한 중화민국의 외교관 겸 정치인이자 은행가, 재정가 겸 저술가이다.

## 생애
쑨원(孫文) 前 중화민국 대통령의 손자이며 쑨커(孫科) 前 중화민국 고시원 원장의 차남(次男)이다.
중화민국 장쑤 성 난징 진링 대학교 시절 은사 후스(胡適) 교수를 사사한 그는 중국국민당 중앙대표최고위원과 중화민국 국립 고궁박물원 고문을 거쳐 타이완 외교부 최고국제외교고문을 지냈다.